# Глязнер Яків Соломонович
Яків Соломонович Глязне́р (пол. Jakub Glasner; нар. 6 квітня 1879, Рдзавка — пом. 1942, Львів) — польський радянський художник; член Спілки радянських художників України з 1940 року.

## Біографія
Народився 6 квітня 1879 року в селі Рдзавці (нині Малопольське воєводство, Польща). Навчався у Відні, Парижі; у 1902—1903 роках — у Краківській академії мистецтв, де його викладачами були Теодор Аксентович, Ян Станіславський.
Протягом 1909—1914 мешкав у Німеччині, після 1918 року — у Польщі, жив у Кракові. У 1939 році, після німецької окупації Польщі, змінив прізвище на Лібідовський, переїхав до Львова. Загинув у Янівському концентраційному таборі у Львові у 1942 році.

## Творчість
Працював у галузях станкової графіки і станкового живопису. Автор пейзажів, натюрмортів, побутових сцен, портретів. Створював олійні полотна, акварелі з елементами імпресіонізму, рисунки. Серед робіт:
- «Ткач» (1930-ті, папір, суха голка);
- акварелі і ліногравюри із зображенням видів Татр, Закопаного, Поділля, Кракова та Львова («Зима у Львові», «Іній», «Стара вулиця», «Село на Поділлі»);
- серія ліногравюр «Москва» (1940—1941).

Брав участь у мистецьких виставках у Львові у 1910 році, Києві у 1940 році, Москві у 1940—1941 роках. Персональна виставка відбулася у Львові у 1948 році (посмертна).
Твори зберігаються у Львівській галереї мистецтв, Національному музеі у Львові та Національному музеі у Кракові.